# Phyllolabis czizeki
Phyllolabis czizeki är en tvåvingeart som beskrevs av Alexander 1961. Phyllolabis czizeki ingår i släktet Phyllolabis och familjen småharkrankar. Inga underarter finns listade i Catalogue of Life.